# Syagrus romanzoffiana
Espèce
Classification phylogénétique
Syagrus romanzoffiana, parfois appelé Cocotier plumeux, Palmier pindó, Ybá pitá ou palmier de la reine, est une espèce de plantes de la famille des Arecaceae.

## Description
Syagrus romanzoffiana est un grand palmier pouvant atteindre 12 à 15 m de hauteur, au feuillage d'un aspect "plumeux". Le stipe, grisâtre, porte les cicatrices à l'aspect annelé des feuilles tombées. Les grandes feuilles persistantes sont pennées, d'aspect plumeux, pouvant mesurer jusqu'à 4,5 m de longueur environ.
Les fleurs du palmier reine sont de couleur blanc-crème et disposées en inflorescences ramifiées qui apparaissent entre les feuilles et mesurent jusqu'à 90 cm de long. Les fruits de Syagrus romanzoffiana mesurent de 2 à 3 cm, sont ovoïdes, jaunes, et ressemblent à de petites dattes non comestibles.

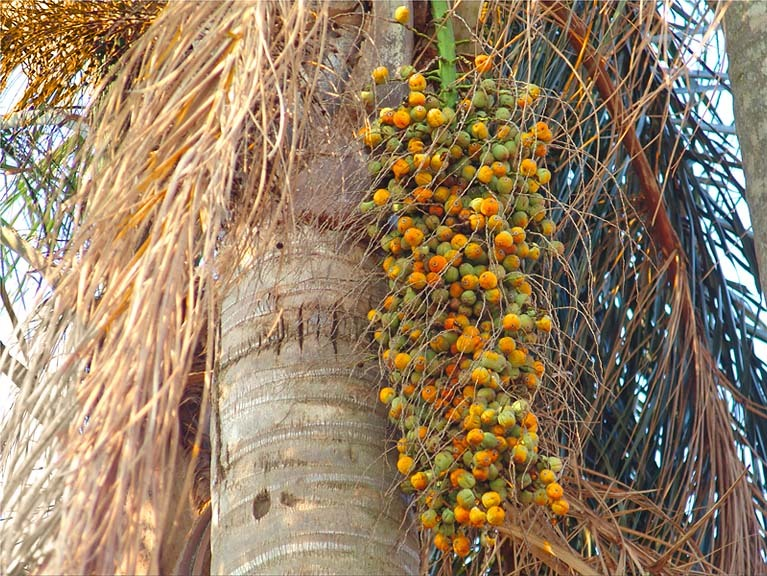
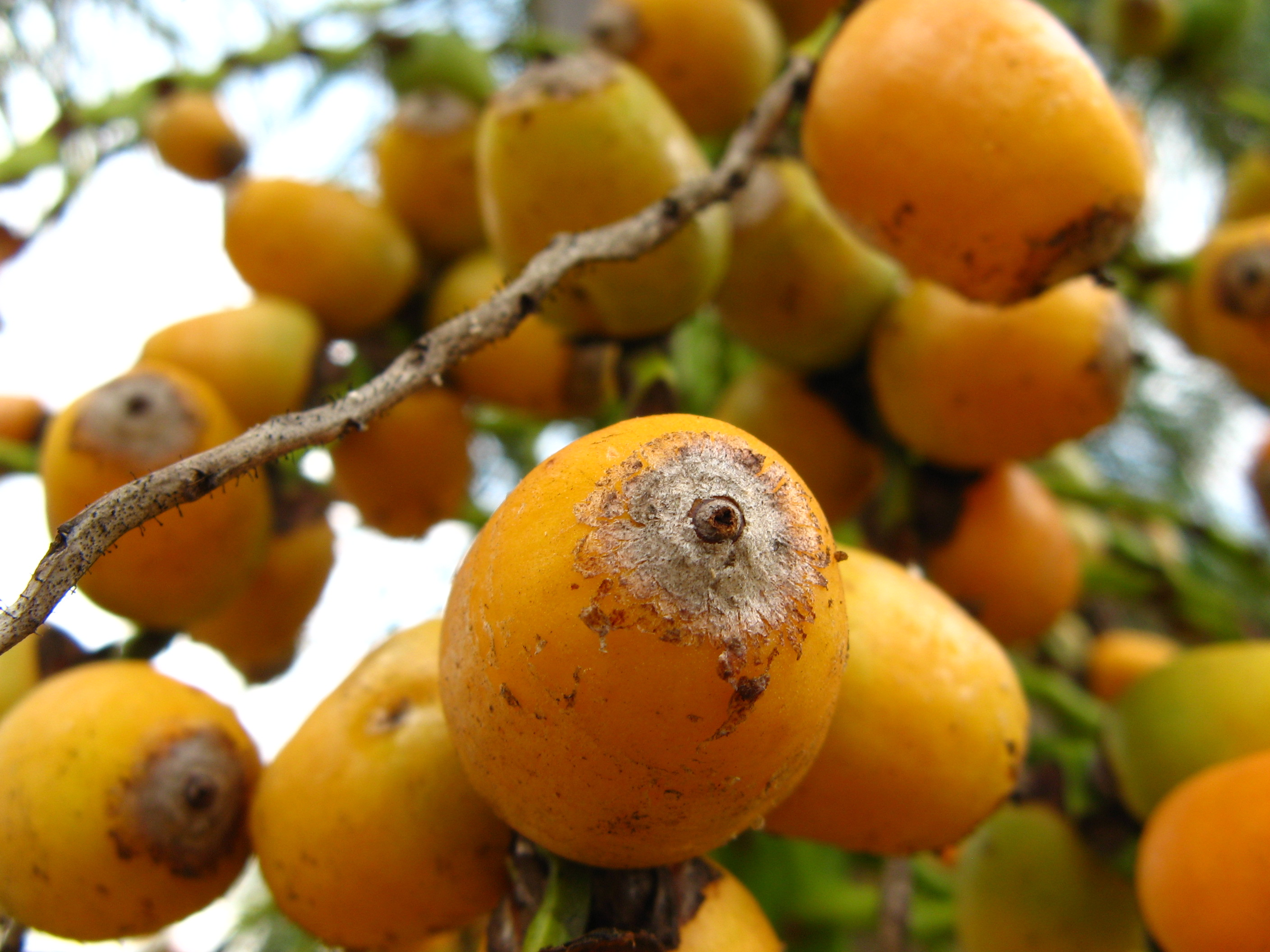

## Répartition et habitat
Syagrus romanzoffiana est natif du sud du Brésil, du Paraguay et du nord-est de l'Argentine, notamment dans le Gran Chaco. Comme c'est devenu une plante ornementale, il a été introduit à cet effet dans d'autres régions subtropicales du monde, étant devenu d'usage courant en paysagisme. Il tolère bien les sols relativement pauvres et les températures relativement fraîches.

## Systématique
Synonymes :
- Arecastrum romanzoffianum (Cham.) Becc.
- Cocos romanzoffiana Cham. (basionym)

## Culture
Syagrus romanzoffiana est un beau palmier de croissance relativement rapide, mais à relativiser par rapport à lenteur de croissance des palmiers de manière générale. Des sujets peuvent être admirés au jardin botanique de Pamplemousses à Maurice.
Syagrus romanzoffiana manque de rusticité, ce qui réduit son aire de culture à la zone de l'oranger. En effet, des températures de −7 °C peuvent lui être fatales. Il est devenu populaire sur la Côte d'Azur depuis les années 2000. Par ses qualités ornementales, il bénéficie d'un engouement dans les climats tempérés.